# Хардман (окръг, Тенеси)
Окръг Хардман (на английски: Hardeman County) е окръг в щата Тенеси, Съединени американски щати. Площта му е 1735 km², а населението – 28 105 души (2000). Административен център е град Боливар.